# جان کار (بازیکن کریکت، زاده ۱۸۹۲)
جان کار (انگلیسی: John Carr؛ ۱۶ مه ۱۸۹۲ – ۳ فوریهٔ ۱۹۶۳) پرسنل نظامی، و بازیکن کریکت بود.